# Moliens
Moliens és un municipi francès, situat al departament de l'Oise i a la regió dels Alts de França. L'any 2007 tenia 1.040 habitants.

## Demografia

### Població
El 2007 la població de fet de Moliens era de 1.040 persones. Hi havia 404 famílies de les quals 100 eren unipersonals (44 homes vivint sols i 56 dones vivint soles), 108 parelles sense fills, 168 parelles amb fills i 28 famílies monoparentals amb fills.
La població ha evolucionat segons el següent gràfic:
Habitants censats

### Habitatges
El 2007 hi havia 442 habitatges, 407 eren l'habitatge principal de la família, 16 eren segones residències i 19 estaven desocupats. 408 eren cases i 31 eren apartaments. Dels 407 habitatges principals, 278 estaven ocupats pels seus propietaris, 124 estaven llogats i ocupats pels llogaters i 5 estaven cedits a títol gratuït; 3 tenien una cambra, 30 en tenien dues, 91 en tenien tres, 123 en tenien quatre i 160 en tenien cinc o més. 307 habitatges disposaven pel capbaix d'una plaça de pàrquing. A 212 habitatges hi havia un automòbil i a 151 n'hi havia dos o més.

### Piràmide de població
La piràmide de població per edats i sexe el 2009 era:
| Homes | Edats   | Dones |
| ----- | ------- | ----- |
| 0     | 95 o +  | 0     |
| 0     | 90 a 94 | 0     |
| 4     | 85 a 89 | 8     |
| 4     | 80 a 84 | 16    |
| 12    | 75 a 79 | 8     |
| 28    | 70 a 74 | 32    |
| 24    | 65 a 69 | 20    |
| 16    | 60 a 64 | 16    |
| 8     | 55 a 59 | 16    |
| 28    | 50 a 54 | 20    |
| 24    | 45 a 49 | 32    |
| 32    | 40 a 44 | 52    |
| 36    | 35 a 39 | 12    |
| 48    | 30 a 34 | 56    |
| 40    | 25 a 29 | 36    |
| 24    | 20 a 24 | 24    |
| 32    | 15 a 19 | 12    |
| 32    | 10 a 14 | 48    |
| 44    | 5 a 9   | 40    |
| 20    | 0 a 4   | 28    |

## Economia
El 2007 la població en edat de treballar era de 670 persones, 491 eren actives i 179 eren inactives. De les 491 persones actives 448 estaven ocupades (247 homes i 201 dones) i 43 estaven aturades (19 homes i 24 dones). De les 179 persones inactives 55 estaven jubilades, 41 estaven estudiant i 83 estaven classificades com a «altres inactius».

### Ingressos
El 2009 a Moliens hi havia 404 unitats fiscals que integraven 1.047 persones, la mediana anual d'ingressos fiscals per persona era de 15.901 €.

### Activitats econòmiques
Dels 30 establiments que hi havia el 2007, 1 era d'una empresa alimentària, 4 d'empreses de fabricació d'altres productes industrials, 10 d'empreses de construcció, 7 d'empreses de comerç i reparació d'automòbils, 2 d'empreses d'hostatgeria i restauració, 2 d'empreses financeres, 2 d'empreses de serveis i 2 d'empreses classificades com a «altres activitats de serveis».
Dels 13 establiments de servei als particulars que hi havia el 2009, 1 era un taller de reparació d'automòbils i de material agrícola, 2 fusteries, 2 lampisteries, 4 electricistes, 2 empreses de construcció i 2 perruqueries.
Dels 3 establiments comercials que hi havia el 2009, 1 era una botiga de menys de 120 m², 1 una fleca i 1 una llibreria.
L'any 2000 a Moliens hi havia 14 explotacions agrícoles que ocupaven un total de 600 hectàrees.

## Equipaments sanitaris i escolars
El 2009 hi havia 1 escola maternal integrada dins d'un grup escolar amb les comunes properes formant una escola dispersa i 1 escola elemental integrada dins d'un grup escolar amb les comunes properes formant una escola dispersa.

## Poblacions més properes
El següent diagrama mostra les poblacions més properes.